# Nico Kurz
Nico Kurz (Hanau, 31 januari 1997) is een Duitse darter die de toernooien van de PDC speelt.

## Carrière
In 2018 kwalificeerde Kurz zich via de Duitse Superleague-kwalificatiewedstrijd voor de German Darts Masters 2018 in de World Series of Darts 2018, maar verloor met 6-5 van Jamie Lewis. Hij maakte zijn European Tour-debuut door zich te kwalificeren voor de European Darts Open 2019, maar verloor met 6-5 van Kim Huybrechts nadat hij zeven matchdarts had gemist.
Tijdens de German Darts Masters 2019 veroorzaakte Kurz opschudding door de nummer drie van de wereld, Gary Anderson, met 6-4 te verslaan in de eerste ronde en een maximale finish van 170 te behalen in de wedstrijd. In de kwartfinales verloor Kurz echter met 6-8 van Peter Wright.

## Resultaten op wereldkampioenschappen

### PDC
- 2020: Laatste 32 (verloren van Luke Humphries met 2-4)
- 2021: Laatste 64 (verloren van Gabriel Clemens met 1-3)